# Aeroplanes DAR
 (mai 2025).
Aeroplanes DAR Ltd ("Аероплани ДАР" ЕООД - DAR aeroplanes EOOD) est un constructeur aéronautique privé bulgare basé à Sofia, fondé en 1995 et dirigé par Tony Ilieff.
L'entreprise fabrique des aéronefs ultralégers. Son nom rend hommage à l'ancien constructeur aéronautique bulgare Darzhavna Aeroplanna Rabotilnitsa (DAR) de Bojourichté (les avions DAR étaient également produits par l'ancienne Darzhavna Samoletna Fabrika à Lovech), bien qu'il n'existe aucun lien direct entre les deux sociétés.
Le DAR 21 Vector II a été lancé en 2000 et a remporté le prix du meilleur produit de l’année en Bulgarie. Parmi les autres modèles produits figurent le DAR 21S, le DAR-23, le DAR Speedster et le DAR Solo. Ce dernier est entré en production en 2008. Il s’agit d’un modèle monoplace conçu selon les règles américaines FAR 103 Ultralight Vehicles (en), avec une structure en fibre de carbone et des ailes en alliage aluminium, propulsé par un moteur Czech F-200 de 27 ch ou un Hirth F-33 de 28 ch.

## Avions
- DAR 21 Vector II (en)
- DAR 21S (en)
- DAR-23 (en)
- DAR 25 Impuls
- DAR Speedster
- DAR Solo (en)